# North Lakes
North Lakes is een plaats in de Australische deelstaat Queensland.